# Medaglia per il coraggio (Abcasia)
La medaglia per il coraggio è un premio statale dell'Abcasia.

## Storia
La medaglia è stata istituita il 4 dicembre 1992 durante la guerra georgiano-abcasa per onorare il coraggio dei soldati sul campo di battaglia.

## Assegnazione
La medaglia è assegnata per premiare il coraggio personale nelle battaglie con i nemici della Repubblica di Abcasia, nella protezione del confine di Stato della Repubblica di Abcasia nello svolgimento del servizio militare e in condizioni che comportano un rischio per la vita.

## Insegne
- La  medaglia è di bronzo e ha la forma di un cerchio con un diametro di 32 mm. Sul dritto si trova l'immagine convessa di un cavaliere con un arco in mano rivolto verso l'alto. Il cavaliere è un elemento dello stemma nazionale. Il cavaliere è bordato sopra di una fronda di quercia sotto. Sul retro della medaglia vi è la scritta in lingua abcasa "Agumsharaz" ("per il suo coraggio").
- Il  nastro è per un terzo rosso, un terzo bianco e un terzo verde.